# Парламентские выборы в Израиле (2015)
Парламентские выборы в Израиле 2015 года — досрочные выборы 20-го созыва кнессета, которые прошли 17 марта 2015 года.

## Контекст
2 декабря 2014 года премьер-министр Израиля Биньямин Нетаньяху отправил в отставку министра финансов Яира Лапида и министра юстиции Ципи Ливни, которые возглавляют партию «Еш Атид» и движение «Ха-Тнуа» соответственно. Эти партии входили в правящую коалицию политических сил Израиля, и, так как она распалась, то премьер-министр объявил о намерении провести досрочные выборы в парламент.
В своём обращении к народу, глава правительства заявил, что «в сложившейся ситуации в нынешнем правительстве невозможно управлять страной» и, что «на протяжении всего периода существования правительства, оно функционировало в условиях противоречий, ультиматумов и нападок со стороны министров». Биньямин Нетаньяху также обвинил Ципи Ливни в том, что она встречалась с главой ПНА Махмудом Аббасом вопреки запрету премьер-министра. Глава правительства заявил, что «Яир Лапид провалился на посту министра финансов», а «партия „Еш Атид“ вела переговоры с ультраортодоксами в попытке создать альтернативное правительство».
Кризис в правительстве достиг пика на фоне споров как касательно некоторых законов, так и распределения бюджета и проектов, как например закон о еврейском характере Израиля, который объявляет Израиль «национальным домом еврейского народа, государством, в котором евреи реализуют право на самоопределение», законопроект о запрете на распространение бесплатных общественно-политических изданий, против которого выступал Нетаниягу , законопроекта об освобождении отдельных групп населения от уплаты НДС при покупке квартиры, выделение минфином бюджета на перевод баз ЦАХАЛа из центральных районов страны в Негев, критика планов по строительству жилья в Восточном Иерусалиме и прочих.
8 декабря израильские парламентарии проголосовали за роспуск кнессета 19-го созыва, назначив выборы на 17 марта.

## Полный список буквенных обозначений партий, баллотировавшихся в Кнессет
- «Сионистский лагерь» — אמת
- «Демократура» — זך
- «Кулану хаверим» (Мы все друзья) — ףץ
- «Наш дом Израиль» — ל
- «У-везхутан» (И по их заслугам) — נז
- «Яхадут ха-Тора» (Еврейство Торы) — ג
- «Манхигут хевратит» (Социальное лидерство) — יז
- «Мегиним аль йеладейну» (Защитим наших детей) — יך
- «Перах, шефа, браха, хаим ве-шалом» (Цветение, благосостояние, благость, жизнь и мир) — נץ
- Мерец — מרצ
- «Ха-решима ха-аравит» (Арабский список) — ע
- «Еврейский дом» — טב
- «Калькала» (Экономика) — ז
- «Але ярок» (Зелёный лист) — קנ
- «Пираты» — ף
- «Ор» (Свет) — ני
- Объединённый арабский список (РААМ + ТААЛ + Хадаш + Балад) — ודעם
- «Еш Атид» (Есть будущее) — פה
- «Кулану» (Мы все) — כ
- «Нивхерет ха-ам (ха-зманит)» (Сборная народа (временная)) — זץ
- «Схирут бе-кавод» (Аренда с достоинством) — י
- «Алам лесджер (ха-тиква ле-шинуй)» (Надежда на перемены) — יץ
- «Ха-яруким» (Зелёные) — רק
- «Ликуд» — מחל
- «Яхад» (Вместе) — קץ
- ШАС — שס

## Итоги выборов
На выборах проголосовали 4,254,738 граждан Израиля из 5,881,696 имеющих право голоса на выборах (процент проголосовавших — 72,34 %)
43,854 голосов были признаны недействительными по различным причинам.
Электоральный барьер на этих выборах составляет 3,25 %.
Окончательные результаты поданы главой Центральной избирательной комиссии Израиля, судьёй Салимом Джубраном, президенту Израиля Руби Ривлину 25 марта 2015 года.
| Буквенное обозначение | Партия (блок)                             | Голосов за список | Голоса в процентах | Число мандатов |
| --------------------- | ----------------------------------------- | ----------------- | ------------------ | -------------- |
| אמת                   | «Сионистский лагерь»                      | 786 313           | 18,67 %            | 24             |
| זך                    | «Демократура»                             | 242               | 0,01 %             |                |
| ףץ                    | «Кулану хаверим»                          | 2493              | 0,06 %             |                |
| ל                     | «Наш дом Израиль»                         | 214 906           | 5,10 %             | 6              |
| נז                    | «У-вэзхутан»                              | 1802              | 0,04 %             |                |
| ג                     | «Яхадут а-Тора»                           | 210 143           | 4,99 %             | 6              |
| יז                    | «Манхигут хевратит»                       | 223               | 0,01 %             |                |
| יך                    | «Мегиним аль йеладейну»                   | снята с выборов   | 0,00 %             |                |
| נץ                    | «Перах, шефа, браха, хаим вэ шалом»       | 823               | 0,02 %             |                |
| מרצ                   | МЕРЕЦ                                     | 165 529           | 3,93 %             | 5              |
| ע                     | «Ха-решима ха-аравит»                     | 4301              | 0,10 %             |                |
| טב                    | «Байт Иегуди»                             | 283 910           | 6,74 %             | 8              |
| ז                     | «Калькала»                                | 337               | 0,01 %             |                |
| קנ                    | «Але ярок»                                | 47 180            | 1,12 %             |                |
| ף                     | «Пираты»                                  | 895               | 0,02 %             |                |
| ני                    | «Ор»                                      | 502               | 0,01 %             |                |
| ודעם                  | «Общий список» (ХАДАШ, РААМ, БАЛАД, ТААЛ) | 446 583           | 10,61 %            | 13             |
| פה                    | «Еш атид»                                 | 371 602           | 8,82 %             | 11             |
| כ                     | «Кулану»                                  | 315 360           | 7,49 %             | 10             |
| זץ                    | «Нивхерет ха-ам (ха-зманит)»              | 761               | 0,02 %             |                |
| י                     | «Схирут бэ-кавод»                         | 423               | 0,01 %             |                |
| יץ                    | «Аламел лесджер (ха-тиква ле-шинуй)»      | 1385              | 0,03 %             |                |
| רק                    | «Ха-яруким»                               | 2992              | 0,07 %             |                |
| מחל                   | «Ликуд»                                   | 985 408           | 23,40 %            | 30             |
| קץ                    | «Яхад»                                    | 125 158           | 2,97 %             |                |
| שס                    | ШАС                                       | 241 613           | 5,74 %             | 7              |

## Вмешательство США в выборы
12 июля 2016 года постоянный подкомитет сената по расследованиям (PSI) опубликовал отчёт, согласно которому Государственный департамент США финансировал через организацию Коль Эхад — израильскую организацию V15 (Victory 15), развернувшую перед парламентскими выборами в Израиле кампанию, направленную против Биньямина Нетаниягу.

## Сравнение результатов с предыдущими выборами 2013 года
По итогам выборов в кнессет 20-го созыва прошли 10 партий и списков. В кнессете 19 созыва было 12 партий и списков:
| Партия (блок)                                        | Число мандатов | В сравнении с Кнессетом 19-го созыва |
| ---------------------------------------------------- | -------------- | ------------------------------------ |
| «Ликуд»                                              | 30             | ▲+12                                 |
| «Наш дом — Израиль»                                  | 6              | ▼-7                                  |
| Йеш атид                                             | 11             | ▼-8                                  |
| Еврейский дом                                        | 8              | ▼-4                                  |
| «Яхадут ха-Тора»                                     | 6              | ▼-1                                  |
| ШАС                                                  | 7              | ▼-4                                  |
| «Сионистский блок» (Авода + ха-Тнуа)                 | 24             | ▲+3                                  |
| МЕРЕЦ левый Израиль                                  | 5              | ▼-1                                  |
| «Объединённый список» (Хадаш + PAAM + Тааль + Балад) | 13             | ▲+2                                  |
| Кулану                                               | 10             | ▲+10                                 |
| Кадима                                               | 0              | ▼-2                                  |